# Andreas Ndoj
Andreas Richardos Ndoj (griechisch Ανδρέας Ριχάρδος Ντόι; * 2. Februar 2003 in Athen, Griechenland) ist ein albanisch-griechischer Fußballspieler, der bei Olympiakos Piräus spielt. Des Weiteren ist der albanisch-griechische Doppelstaatsbürger auch Nachwuchsnationalspieler Albaniens, lief aber auch für griechische Nachwuchsnationalteams auf.

## Karriere

### Verein
Andreas Ndoj, geboren und aufgewachsen in Griechenland, wechselte zum 1. Juli 2016 von AO Iason in die Jugendabteilung von Olympiakos Piräus. Am 9. Oktober 202 gab er im Alter von 19 Jahren sein Debüt in der Super League beim 2:1-Auswärtssieg gegen OFI Kreta.

### Nationalmannschaft
Andreas Ndoj spielte für die U16 Albaniens, bevor er sich entschied, für die griechischen Auswahlmannschaften zu spielen und kam dann sowohl für die U17 der Griechen als auch für die griechische U19-Nationalmannschaft zum Einsatz. Danach kehrte er wieder zu den Auswahlmannschaften der Albaner zurück und stand im Kader der U20-Auswahl Albaniens. Ndoj gab am 23. September 2022 bei der 1:3-Niederlage im Testspiel gegen Nordmazedonien sein Debüt für die albanische U21-Nationalmannschaft.